# César Orosco
César Augusto Orosco Guerrero, né le 14 avril 1930 à Lima, est un arbitre péruvien de football. Il est arbitre international dès 1966.

## Carrière
Il officie dans des compétitions majeures : 
- Copa América 1967 (éliminatoires)
- Copa Libertadores 1968 (finale sur terrain neutre)
- Copa América 1975 (1 match)
- Coupe du monde de football de 1978 (1 match)